# Stadtamt Lübeck

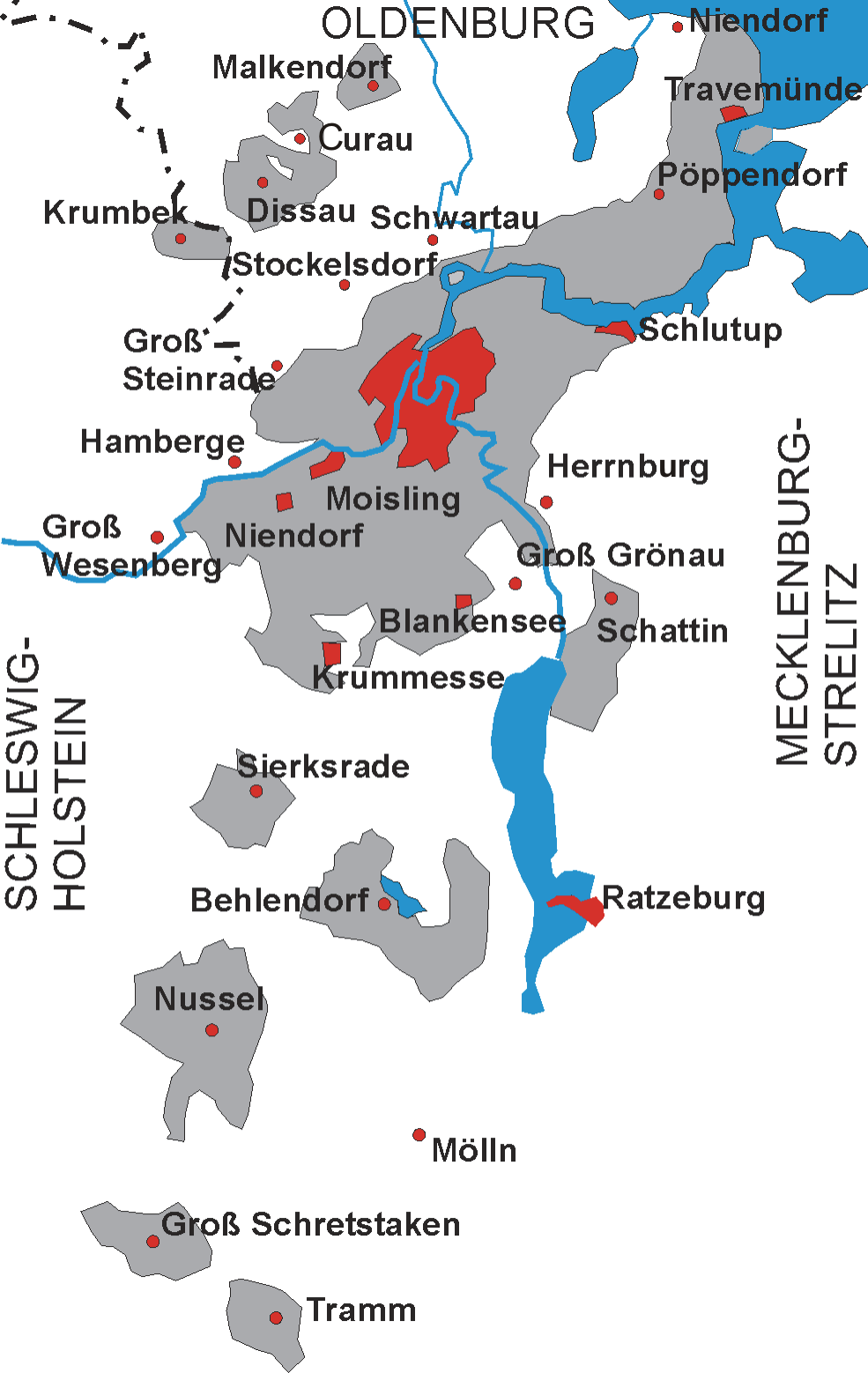
Das Staatsgebiet der Freien und Hansestadt Lübeck

Das Stadtamt Lübeck war ein Verwaltungsbezirk der Freien und Hansestadt Lübeck.
Es wurde (zusammen mit dem Landamt und dem Amt Travemünde) per 1. Januar 1852 gebildet und umfasste die lübschen Besitzungen innerhalb der Lübecker Landwehr.
Das Stadtamt verwaltete
- Lübeck
- Schönböcken, Moisling, Wesloe, Niendorf, Blankensee, Beidendorf, Schlutup, Siems, Vorwerk, Gothmund, Israelsdorf, Krummesse, Strecknitz, Genin, Krempelsdorf, Kronsforde, Vorrade, Wulfsdorf, Niederbüssau, Oberbüssau, Moorgarten, Reecke

1871 wurde das Stadtamt mit dem Landamt zum Stadt- und Landamt zusammengelegt.